# Rifugio Durier
Il rifugio Durier (in francese refuge Durier) è un rifugio situato nel comune di Saint-Gervais-les-Bains (Alta Savoia) nel massiccio del Monte Bianco (Alpi Graie), a 3.358 m s.l.m.

## Caratteristiche e informazioni
Il rifugio dispone di 23 posti letto ed è aperto da metà giugno a metà settembre. È equipaggiato di gas e di coperte ma non è riscaldato.

## Accessi
Salendo dal versante italiano si raggiunge il rifugio partendo dalla Val Veny. Si tratta di risalire totalmente il ghiacciaio del Miage fino ad arrivare al Col de Miage. Nei pressi del colle si trova il rifugio.
Dal versante francese si può partire da Les Contamines-Montjoie. Si sale al chalets de Miage (1.559 m) e poi al refuge Plan-Glacier (2.730 m) ed infine si arriva al rifugio Durier. In alternativa si può salire al rifugio partendo dal rifugio des Conscrits.

## Ascensioni
- Aiguille de Bionnassay - 4.052 m
- Dômes de Miage - 3.670 m

## Traversate
- Rifugio des Conscrits - 2.580 m